# Delamere
Delamere est une localité de l'État australien d'Australie-Méridionale située sur la côte sud de la péninsule Fleurieu à environ 80 kilomètres au sud de la capitale de l'État d'Adélaïde et à environ 18 kilomètres au sud-ouest du siège municipal de Yankalilla,.
Elle inclut ce qui était autrefois le village voisin de Bullaparinga.

## Histoire
Elle tient son nom de Delamere, Cheshire (en). 
Delamere fait partie de la circonscription de Mayo, de l'Electoral district of Mawson (en) et de la zone de gouvernement local du district de Yankalilla,,.